# Неопределённое местоимение
Неопределённое местоиме́ние (лат. pronomen indefinitum, англ. indefinite pronouns) — разряд местоимений, который характеризуется указанием на то, что референт (объект, к которому отсылает местоимение) или его свойства (признак, количество и т. п.) неизвестны или неточно известны участникам речевой ситуации, то есть являются неопределёнными.
Кроме того, неопределённое местоимение способно выражать дополнительную информацию о референте: пол, число, одушевлённость и т. д.

## Семантические типы неопределённых местоимений
В первую очередь, неопределённые местоимения делятся по признаку референтности на референтные и нереферентные.
Референтные указывают на конкретный объект, существующий в реальной действительности (в английской терминологии — realis indefinites). Далее референтные местоимения делятся на два класса по признаку известности — неизвестности для говорящего:
- местоимения слабоопределённые выражают известность объекта для говорящего, который не предполагает его известным слушающему (англ. specific known); например, англ. certain.
- местоимения неизвестности выражают неизвестность объекта говорящему (англ. specific unknown), например, рус. К тебе кто-то пришёл.

Нереферентные местоимения указывают на неконкретный, нефиксированный объект (в английской терминологии — non-specific indefinite), ср. итал. qualsiasi 'какой-нибудь'. Можно выделить также местоимения произвольного выбора (free-choice indefinite); например, англ. anybody 'кто-нибудь'; язык хауса koo-yàushè 'где-нибудь'.

### Семантическая карта неопределённых местоимений
На основе сравнения нескольких десятков языков немецкий типолог Мартин Хаспельмат предложил семантическую карту неопределённых местоимений. Она представляет собой семантическую сеть «функций», которая задаёт значение или контексты употребления неопределённых местоимений в разных языках, в том числе в русском. Эти функции следующие:
- референтность, известность говорящему (англ. specific known) — в русском языке это местоимения на кое-, -то, некто, некий:

Это всё оттого, что кто-то меня не послушал!
Мне не нравится, что кое-кто ставит мои слова под сомнение!
- референтность, неизвестность говорящему (англ. specific unknown) — местоимения на -то, некто, нечто:

В комнате явно кто-то был.
- нереферентность в ирреальных предикациях (англ. irrealis non-specific) — местоимения на -то, -нибудь:

Тебя может кто-нибудь украсть!
- нереферентность в общем вопросе (англ. questions) — местоимения на -то, -нибудь:

У тебя кто-то есть?
- условное предложение (англ. conditionals), контекст которого допускает, но не требует нереферентности — местоимения на -то, -нибудь, -либо:

Если кто-либо попытается помешать тебе, смело звони — разберёмся.
- нереферентность при косвенном отрицании (англ. indirect negation) — местоимения на -либо, бы то ни было:

Я не думаю, что кто-либо мог бы справиться лучше.
- компаратив (англ. comparative) — местоимения на -либо, бы то ни было, определительное местоимение любой:

Он знал это лучше, чем кто бы то ни было.
- прямое отрицание (англ. direct negation) — отрицательные местоимения с ни-:

Вся правда никому не известна.
- значение произвольного выбора (англ. free-choice) — определительное местоимение любой:

Спросите дорогу у прохожего — вам любой скажет, где площадь.
Таким образом, по карте можно легко сравнить дистрибуцию неопределённых местоимений в разных языках: например, русские местоимения на -либо охватывают три контекста (условное предложение, нереферентность при косвенном отрицании и компаратив), а местоимение любой — два (компаратив и произвольный выбор); в итальянском языке местоимение chiunque 'кто бы ни' охватывает нереферентность при косвенном отрицании и компаратив, и т. п.

## Типы неопределённых местоимений по образованию
Согласно классификации во «Всемирном атласе языковых структур», выделяются пять способов выражения местоименной неопределённости. К собственно неопределённым местоимениям относятся лишь три первых типа: местоимения, основанные на вопросительных местоимениях (англ. interrogative-based indefinites), местоимения, основанные на существительных обобщённого значения (англ. generic-noun-based indefinites), и местоимения, имеющие особые формы выражения (англ. special indefinites). В приведённой ниже классификации типы расположены по убыванию их частотности, подсчитанной среди 326 хорошо изученных и распространённых языков.

### Местоимения из вопросительных местоимений
Это самый распространённый тип неопределённых местоимений, с которым насчитывается 194 языка. В большинстве случаев неопределённые местоимения буквально основаны на вопросительных, к которым просто прибавляется маркер неопределённости. Например, в новогреческом:
| pjos  | ká-pjos    |
| 'who' | 'somebody' |
В других языках вопросительные и неопределённые местоимения совпадают. Например, в разговорном немецком форма Ist da wer? [есть там кто] 'Там кто-нибудь есть?' сосуществует с префиксом неопределённости irgend-. Тогда как в австралийском языке джаминджунг форма nanggayin 'кто; кто-то' широко распространена и является основной. В русском языке формант может опускаться в определённых контекстах.
- Условное предложение:

Если что надо — ты только скажи!
- Косвенный вопрос:

Девочка осторожно выглянула из-за угла — проверить, нет ли кого.
Такие местоимения, конечно же, не рассматриваются в синхронии как производные от вопросительных. Но они являются таковыми с диахронической точки зрения.

### Местоимения из существительных общего рода
В 85 языках неопределённые местоимения происходят от существительных с обобщённым значением типа 'вещь' и 'человек'. Например, в персидском языке: 'кто-то' — kæs-i [человек-неопр], а 'что-то' — čiz-i [вещь-неопр]; сравните также фр. quelque part 'где-то' от part 'часть'.
В некоторых языках вместо существительного 'человек' используется числительное 'один'. Это наблюдается, например, в итальянском языке, где qualc-uno — 'кто-то', а qual-cosa 'что-то' (из qualche 'какой-то' и uno 'one' или cosa 'thing'); в английском используются оба варианта одушевлённого неопределённого местоимения (some-one/some-body, some-thing), хотя существительное 'body' и не имеет значения 'человек' в одиночных контекстах.
Надо отметить, что в приведённых примерах все местоимения обособлены от своих корней, то есть от существительных, от которых они произошли. Например, в английском something ударение не ожидалось бы на первом слоге, будь это просто словосочетание some thing. Однако в ряде языков, по мнению некоторых исследователей, образованные таким способом местоимения являются не более чем неопределённой именной группой, что оспаривается другими исследователями, приводящими в пример французский язык, где quelque chose 'что-то' не допускает распространения внутри себя: 'что-то хорошее' — это quelque chose de bon, а не quelque bonne chose, что ожидается в именной группе.
Кроме того, встречаются языки с одушевлённым местоимением, выраженным одним неопределённым маркером, и неодушевлённым местоимением указанного типа. Например, в языке хауса:
| wani/wata          | wani àbù | (< àbù) |
| 'какой-то; кто-то' | 'что-то' | 'вещь'  |

### Местоимения, имеющие особые формы выражения
Этот тип, объединяющий 22 языка, подразумевает местоимения, корни которых с синхронной точки зрения не связаны ни с какими другими корнями языка. С этим мы встречаемся, например, в абхазском языке, где 'кто-то' — это aj˚ə̀, а 'что-то' — это ak'ə̀. В некоторых индоевропейских языках такие местоимения происходят диахронически от неопределённых местоимений, основанных на вопросительных, но эта связь совершенно потеряна в синхронии. Например, в испанском языке alguien 'кто-то' происходит из латинского ali-quem [неопр-кто], а algo 'что-то' — из ali-quod [неопр-что]; Латинское ali- когда-то было префиксом, но в современном испанском эти слова мономорфемны.

### Смешанный тип неопределённых местоимений
Этот класс объединяет языки, в которых одушевлённое и неодушевлённое местоимения относятся к разным типам. Комбинации могут быть разнообразные. Например, в языке маори есть образованное по вопросительной стратегии 'кто-то' — wai raanei (wai — 'кто'), но специальная форма для 'что-то' — mea.
Также, в этот класс входят языки, которые имеют несколько способов выражения одних и тех же местоимений, примером может служить немецкий язык, где помимо производных от вопросительных местоимений (irgend-wer 'кто-то', irgend-was 'что-то') есть и местоимения из существительных общей семантики (jemand 'кто-то' в настоящее время не соотносятся напрямую с Mann 'человек', и etwas 'something' так же уже не имеет явной связи с was 'что').
Кроме того, в эту группу входят и языки, в которых одна и та же лексема имеет все три смысла: существительное общего рода, неопределённое и вопросительное местоимения. Например, язык урубу-каапор, где awa — это 'человек, кто-то, кто', а ma’e — 'вещь, что-то, что'.

### Экзистенциальные конструкции
В некоторых языках (пока их насчитано всего 2) неопределённые местоимения выражаются лишь лексически при помощи клаузы с предикатом существования. Например, в тагальском языке эту роль выполняет экзистенциальная частица с глагольной формой:
| May        | d<um>ating                 | kahapon. |
| существует | <актор.залог>приходить.pfv | вчера    |
Кто-то приходил вчера (буквально Существует тот, кто приходил).

### Географическое распространение данных типов
Практически во всех языках Африки местоимения являются производными из существительных общего значения. Многие языки Новой Гвинеи и Океании также относятся к этому типу. В языках Северной Америки, Австралии и Евразии, напротив, преобладают местоимения из вопросительных местоимений. Особо выраженные местоимения разбросаны по языкам Евразии. Местоимения смешанного типа особых географических тенденций не имеют; они служат прекрасным примером полной независимости от языковой семьи.

## Синтаксические типы неопределённых местоимений
С морфосинтаксической точки зрения неопределённость в языках мира выражается существительными (кхмер. kè 'кто-то'), прилагательными (фр. quelconque 'какой-то'), наречиями (англ. somehow, somewhere и др.), числительными (рус. сколько-то, сколько-нибудь, несколько).
Часто неопределённый смысл существительного вводится использованием неопределённого артикля. Это широко представлено, например, в европейских языках (фр. des films — артикль, quelques films — местоимение 'несколько фильмов').
В большинстве языков неопределённые местоимения изменяются по родам, числам и падежам, хотя возможность и тип словоизменения зависит от их синтаксической позиции и от той части речи, к которой они относятся.
Рассмотрим подробнее основные синтаксические типы:

### Прономинальные
Если неопределённое местоимение замещает существительное, то его называют прономинальным (или субстантивным) неопределённым местоимением: например, в японском: яп. 何か наника «что-то» и яп. 誰か дарэка «кто-то»; яп. 何でも нандэмо «что угодно» и яп. 誰でも дарэдэмо «кто угодно». Этот тип так или иначе присутствует во всех языках, тогда как другие типы факультативны, хотя их наличие довольно вероятно.

### Приименные
Неопределённые местоимения, которые употребляется как прилагательные, называют приименными (или атрибутивными): например, нивх. řaḍ-lu 'какой-то' (от řaḍ 'какой'). Присутствуют во многих языках. В некоторых являются по совместительству тем самым маркером неопределённости, который добавляется к вопросительному слову или слову общего рода (ср. англ. some, фр. quelque и др.). Иногда может замещать в предложении прономинальное неопределённое местоимение: сравните, например, в русском языке:
- Видел вчера какую-то… Прямо вся из себя!
В данном примере, в частности, замена происходит для уточнения пола референта и для выражения пренебрежения по отношению к нему.

### Адвербиальные
Помимо перечисленных типов имеются и адвербиальные неопределённые местоимения с наречной функцией (где-то, когда-нибудь). К этому типу примыкают также наречные выражения: например, англ. for some reason 'по какой-то причине', of some kind 'в каком-то роде' и т. д.).

### Глагольные
Этот тип встречается довольно редко и часто оспаривается исследователями. Тем не менее, некоторые (Haspelmath 1997, Панков) выделяют глагольное неопределённое местоимение (которое в языке, если и существует, то в единичном экземпляре), например, в английском языке: do something 'делать что-то'. Любопытно, что аналогичное местоимение иногда выделяют в русском языке:
- Что ты делаешь?
Ответом на данный пример не может быть Я делаю. Это позволяет некоторым исследователям классифицировать этот глагол как местоименный.

## Неопределённые местоимения в русском языке
В русском языке неопределённые местоимения можно условно разделить на местоимения, выражающие неопределённость с помощью маркера неопределённости (например, приставки кое-, не-; суффиксы то-, либо-, нибудь- и др.), и неопределённые местоимения, выраженные «нетипичным» способом (см. ниже).

### С маркером неопределённости

#### Серия нане-
Данный разряд указывает на референтность, известность говорящему и неизвестность слушающему (некий наш общий знакомый); может употребляться в интродуктивной функции (ср. В некотором царстве…); иногда может обозначать и неизвестность говорящему (некто в красном).

#### Серия на-то
Местоимения данного типа выражают референтность и неизвестность говорящему (В доме действительно кто-то был).

Местоимение на -то может употребляться также и в значении местоимения на -нибудь:
Но ведь кто-то должен знать?
Кроме того, могут выполнять интродуктивную функцию:
Как-то раз какой-то парень обратился ко мне с вопросом.

#### Серия на-нибудь
Местоимения данной категории являются нереферентными. Значения таких местоимений определяются на основании типов контекстов и определённых семантических признаков. В случае местоимений на -нибудь одна возможность (альтернатива) рассматривается на фоне других. Такой фон возникает:
- у ситуации, отнесённой к будущему (не только грамматическое будущее время, но и, например, установка на будущее, как Он хочет куда-нибудь поехать летом, или императив: Сделай же что-нибудь!);
- у ситуации-альтернативы — в том числе, отнесённой к прошедшему или настоящему (например, условие (Если она что-нибудь натворила, придётся сделать ей выговор), эпистемическая модальность (Кто-нибудь мог сказать ей правду!) и др.);
- в контексте дистрибутивности (Каждый что-нибудь с собой принесёт, За каждым произведением искусства стоит чья-нибудь история и т. п.).

#### Серия накое-
Местоимения этой серии выражают референтный денотативный статус слабой определённости, то есть соотносятся с индивидуализированным объектом, который известен говорящему, но предполагается неизвестным слушающему. Например, Надо сдать кое-какие бумаги.
Могут выполнять интродуктивную функцию (Я сегодня кое-что купил), а также «заговорщическую» — говорящий не называет объекта, но рассчитывает, что слушающий понимает о ком/чём идёт речь (Мне же надо кое-куда забежать, помнишь?).

#### Местоимения с отрицательной поляризацией:-либоибы то ни было
Местоимения на -либо и бы то ни было тяготеют к отрицательному контексту. В некоторых контекстах они взаимозаменимы с отрицательными местоимениями:
Я не собираюсь что-либо делать = Я не собираюсь ничего делать
Они не встречали какого бы то ни было/никакого сопротивления
Возможны также в контексте условного предложения и равнозначного ему деепричастия, в контексте вышестоящей всеобщности и некоторых других:
Решая какую-либо задачу, надо быть очень внимательным

### Без маркера неопределённости

#### Вопросительные местоимения в функции неопределённых
В определённых контекстах (условных предложениями и косвенных вопросах) неопределённый формант может опускаться (см. пункт «Местоимения из вопросительных местоимений»).

#### Неопределённые местоименные выражения
Помимо указанных традиционных местоимений к разряду неопределённых местоимений в русском языке примыкают:
- редуплицированные местоимения типа кто-кто, куда-куда;
- серия на основе указательных местоимений с формантом -то (там-то, такой-то, потому-то…);
- некоторые слова других частей речи и сочетания, выполняющие функцию неопределённой референции: например, числительное один; прилагательные определённый, известный; сочетания типа тот или иной;
- местоименные единицы с препозитивным компонентом, «амальгамы» — местоименные конструкции на основе слусинга, dunno-type по Хаспельмату: неизвестно когда, не знаю кто, бог знает почему, (не)понятно что, не помню как, (сам) понимаешь зачем, всё равно куда и тому подобные;
- местоименные единицы с постпозитивным компонентом, «квазирелятивы» — местоименные серии на основе безвершинных относительных придаточных: что хочешь, куда попало, кто угодно, как получится и тому подобных.